# Paracedicus feti
Paracedicus feti är en spindelart som beskrevs av Yuri M. Marusik och Elchin F. Guseinov 2003. Paracedicus feti ingår i släktet Paracedicus och familjen vattenspindlar.
Artens utbredningsområde är Azerbajdzjan. Inga underarter finns listade i Catalogue of Life.